# Kanton Brest-Centre
Kanton Brest-Centre (fr. Canton de Brest-Centre) je francouzský kanton v departementu Finistère v regionu Bretaň. Skládá se z části města Brest.